# Parentella producta
Parentella producta är en bönsyrseart som beskrevs av Rehn 1901. Parentella producta ingår i släktet Parentella och familjen Mantidae. Inga underarter finns listade i Catalogue of Life.